# Pseudomaenas staudei
Pseudomaenas staudei är en fjärilsart som beskrevs av Krüger. Pseudomaenas staudei ingår i släktet Pseudomaenas och familjen mätare. Inga underarter finns listade.